# Videografia de Christina Aguilera
A videografia de Christina Aguilera, artista musical dos Estados Unidos, consiste em quarenta e seis vídeos musicais (incluindo cinco como artista convidada), cinco álbuns de vídeo, oito filmes e nove propagandas comerciais. Em 1998, Aguilera recebeu a oportunidade de gravar "Reflection", tema do filme de animação Mulan, produzido pela Walt Disney Animation Studios, o que lhe rendeu um contrato com a RCA Records. No ano seguinte, disponibilizou seu álbum de estreia e produziu as canções de sucesso "Genie in a Bottle", "What a Girl Wants" (ambos de 1999) e "Come On Over Baby (All I Want Is You)" (2000); os videoclipes para os referidos projetos estabeleceram sua imagem na música popular como um ídolo adolescente. Ao longo desse período, divulgou um disco em espanhol, Mi Reflejo, e se tornou garota-propaganda para a rede de refrigerantes Coca-Cola.
Buscando desvincular sua imagem como uma artista de bubblegum pop, Aguilera aderiu à um visual mais provocante e não convencionais e foi duramente criticada na mídia internacional com o lançamento da obra audiovisual para "Dirrty", presente em seu quarto disco Stripped (2002). Dirigido por David LaChapelle, o vídeo chegou a ser banido de canais de televisão por conta de seus elementos sexuais e causou protestos na Tailândia por conter, ao fundo de algumas cenas, pôsteres promovendo o turismo sexual no país. Com seu trabalho seguinte em "Beautiful", a intérprete reconquistou seu prestígio nas tabelas musicais e foi elogiada por sua representação positiva de homossexuais e transgêneros, dando início à sua imagem como um ícone gay. Nos anos posteriores, dirigiu seu primeiro videoclipe em "Fighter" (2003) — em colaboração com Floria Sigismondi — que faz referência ao estilo gótico, e divulgou seu terceiro álbum em vídeo Stripped Live in the U.K. (2004), cujo conteúdo consiste em uma das apresentações realizadas pela artista na Arena Wembley, através da Stripped World Tour.
Para a promoção de Back to Basics (2006), Aguilera se inspirou por nomes da Velha Hollywood e divulgou vídeos musicais ambientados ao longo das décadas de 1920, 1930 e 1940. Em "Hurt" (2006), atuava como a atração principal de um circo da época, enquanto em "Candyman" (2007) prestou homenagem para o grupo The Andrews Sisters, onde realizava uma apresentação particular para soldados norte-americanos servindo durante a Segunda Guerra Mundial. Em decorrência da divulgação de seu álbum de grandes êxitos, a intérprete desenvolveu "Keeps Gettin' Better" (2008), sob direção de Peter Berg, inspirado por obras da franquia James Bond. Em 2010, estrelou como atriz principal no filme Burlesque e disponibilizou seu sexto disco, Bionic; com "Not Myself Tonight", reverenciou obras divulgadas por Madonna. Seguido por esse período, realizou trabalhos na televisão, atuando como mentora do programa The Voice (2011–16) e como atriz recorrente na série Nashville (2015).
Críticos reconhecem o impacto do conjunto de sua videografia na cultura popular; em 2018, o portal Yahoo! observou que a artista passou por "uma louca evolução, mas algo que manteve-se constante em seus videoclipes foi sua sensualidade escandalosa [...] desde o estiloso até o proibido". Em 2003, profissionais da revista Slant Magazine elegeram "Dirrty" (2002) como uma das maiores obras audiovisuais de todos os tempos, além de ter sido referida como uma das "mais controversas presentes na narrativa da música popular". Em 2018, editores da Billboard escolheram "Dirrty", além dos vídeos musicais para "Lady Marmalade" (2001) e "Beautiful" (2002) como um dos mais impactantes divulgados ao longo do século XXI. Através do canal VH1, Aguilera foi citada como uma das artistas femininas mais importantes para a era dos videoclipes.

## Vídeos musicais
| Ano  | Título                                                             | Diretor(es)                          | Descrição | Ref.          |
| ---- | ------------------------------------------------------------------ | ------------------------------------ | --- | ------------- |
| 1998 | "Reflection"                                                       | Desconhecido                         | O vídeo destaca Aguilera interpretando a canção em diversos locais do Pavilhão Chinês, localizado no parque Epcot, no Walt Disney World, enquanto são exibidas, de forma intercalada, algumas cenas presentes no filme de animação Mulan (1998).                               | [ 29 ]        |
| 1999 | "Genie in a Bottle"                                                | Diane Martel                         | Aguilera é vista em uma casa na praia, localizada em Malibu, reunida com um grupo de amigas enquanto aguarda a chegada de alguns garotos. Em seguida, o conjunto se reúne na praia para um lual, onde desempenham alguns passos de dança.                                      | [ 30 ] [ 31 ] |
| 1999 | "What a Girl Wants"                                                | Diane Martel                         | O vídeo exibe Aguilera chegando em uma sala com seu grupo de amigas e pede para que os garotos reunidos por ali fechem os olhos para que elas iniciem uma dança fortemente coreografada até finalmente se reunirem à seus interesses amorosos.                                 | [ 32 ] [ 33 ] |
| 1999 | "At Last"                                                          | Clare Davis                          | Vídeo da apresentação presente no DVD Genie Gets Her Wish. | [ 34 ]        |
| 1999 | "So Emotional"                                                     | Clare Davis                          | Vídeo da apresentação presente no DVD Genie Gets Her Wish. | [ 34 ]        |
| 1999 | "The Christmas Song"                                               | Clare Davis                          | Vídeo da apresentação presente no DVD Genie Gets Her Wish. | [ 34 ]        |
| 2000 | "I Turn to You"                                                    | Joseph Kahn                          | A história mostra uma jovem garota sofrendo um acidente de carro depois de discutir com sua mãe. De forma intercalada, Aguilera é vista na rua caminhando durante a garoa usando um guarda-chuva, até chegar no topo de um arranha-céu.                                        | [ 35 ] [ 36 ] |
| 2000 | "Come On Over Baby (All I Want Is You)"                            | Paul Hunter                          | O início do vídeo mostra Aguilera convidando o namorado para a sua casa. Depois, o casal é visto coreografando a faixa acompanhado por um grupo de dançarinos em cenários coloridos nos temas verde, amarelo e vermelho, respectivamente.                                      | [ 37 ]        |
| 2000 | "Genio Atrapado"                                                   | Diane Martel                         | História semelhante à apresentada no vídeo de "Genie in a Bottle". | [ 38 ]        |
| 2000 | "Por Siempre Tú"                                                   | Joseph Kahn                          | História semelhante à apresentada no vídeo de "I Turn to You". | [ 39 ]        |
| 2000 | "Ven Conmigo (Solamente Tú)"                                       | Paul Hunter                          | História semelhante à apresentada no vídeo de "Come On Over Baby (All I Want Is You)". | [ 39 ]        |
| 2000 | "Pero Me Acuerdo de Ti"                                            | Kevin Bray                           | Aguilera é exibida em um vestido lilás e os cabelos levemente bagunçados, interpretando trechos da canção sentada em um banco enquanto posa para uma sessão fotográfica. | [ 40 ] [ 41 ] |
| 2001 | "Nobody Wants to Be Lonely" (Ricky Martin e Christina Aguilera)    | Wayne Isham                          | A história mostra Martin em um jardim de labirinto tentando encontrar Aguilera e quando finalmente se reúnem, encenam a canção abraçados. | [ 42 ] [ 43 ] |
| 2001 | "Lady Marmalade" (Christina Aguilera, Lil' Kim, Mýa e Pink)        | Paul Hunter                          | Em um ambiente decididamente inspirado em cabaré, as cantoras sendo maquiadas e vestidas com lingeries para se reunirem em um palco. Contém participação especial de Missy Elliott.                                                                                            | [ 44 ]        |
| 2001 | "Christmas Time"                                                   | Lawrence Jordan Paul Hunter          | Apresentação ao vivo presente no DVD My Reflection. Contém participação de Bow Wow. | [ 45 ]        |
| 2001 | "Have Yourself a Merry Little Christmas"                           | Lawrence Jordan Paul Hunter          | Apresentação ao vivo presente no DVD My Reflection. Contém participação de Brian McKnight. | [ 45 ]        |
| 2001 | "Falsas Esperanzas"                                                | Lawrence Jordan Paul Hunter          | Apresentação ao vivo presente no DVD My Reflection. | [ 45 ]        |
| 2002 | "Dirrty" (Christina Aguilera com Redman)                           | David LaChapelle                     | Aguilera é vista realizando uma coreografia dentro de um ringue com um grupo de dançarinos, com cenas intercalando para outros pontos da boate que trazem como referência diversos fetiches sexuais. Mais tarde, a intérprete aparece usando uma microssaia ao lado de Redman. | [ 46 ] [ 47 ] |
| 2002 | "Beautiful"                                                        | Jonas Åkerlund                       | O vídeo destaca pessoas lidando com suas inseguranças, como um casal homossexual se beijando em público, um transgênero se vestindo, uma garota anoréxica se olhando no espelho, entre outros. Aguilera é vista sozinha interpretando a faixa dentro de uma sala vazia.        | [ 48 ] [ 49 ] |
| 2003 | "Fighter"                                                          | Floria Sigismondi Christina Aguilera | Em referência aos estágios de uma mariposa, Aguilera passa por uma metamorfose ao longo do vídeo até se tornar forte o suficiente para andar com suas próprias pernas. | [ 50 ] [ 51 ] |
| 2003 | "Can't Hold Us Down" (Christina Aguilera com Lil' Kim)             | David LaChapelle                     | Na história, Aguilera é apalpada por um homem na rua e chama atenção de outras mulheres que se unem à ela para brigarem com ele e outros homens que o acompanha, enquanto ambos os grupos realizam uma competição de dança.                                                    | [ 52 ] [ 53 ] |
| 2003 | "The Voice Within"                                                 | David LaChapelle                     | Em uma obra audiovisual inspirada pelo neorrealismo, Aguilera é filmada sentada em um banco usando uma camisola enquanto apresenta a canção dentro de um teatro abandonado. | [ 54 ]        |
| 2004 | "Car Wash" (Christina Aguilera com Missy Elliott)                  | Desconhecido                         | Enquanto exibe cenas presente no filme de animação Shark Tale (2004), Aguilera é vista em um estúdio de gravação interpretando a música. | [ 55 ]        |
| 2004 | "Tilt Ya Head Back" (Nelly com Christina Aguilera)                 | Director X                           | Em um ambiente inspirado na década de 1940, ambos os cantores se encontram na recepção de um hotel, com Nelly interpretando um mafioso, enquanto Aguilera atua como Marilyn Monroe.                                                                                            | [ 56 ] [ 57 ] |
| 2006 | "Ain't No Other Man"                                               | Bryan Barber                         | O vídeo se passa entre a década de 1920 e 1930, exibindo Aguilera chegando em um veículo até o bar onde irá realizar uma apresentação. Usando roupas que fazem referência à época do jazz, ela sobe ao palco acompanhada de uma banda.                                         | [ 58 ] [ 59 ] |
| 2006 | "Hurt"                                                             | Floria Sigismondi Christina Aguilera | Aguilera é a artista principal de um circo popular na década de 1940 e enquanto se prepara para uma nova apresentação recebe um telegrama avisando do falecimento de seu pai.                                                                                                  | [ 60 ] [ 61 ] |
| 2006 | "Tell Me" (Diddy com Christina Aguilera)                           | Erik White                           | Diddy assiste Aguilera através de uma televisão e encontra com ela em um túnel de vento onde, de lados opostos, interpretam a canção. | [ 62 ] [ 63 ] |
| 2007 | "Candyman"                                                         | Matthew Rolston Christina Aguilera   | Em um tributo ao grupo The Andrews Sisters, Aguilera se apresenta no hangar de um aeroporto para um batalhão de soldados do exército norte-americano servindo durante a Segunda Guerra Mundial. O vídeo também faz referências à campanha We Can Do It!.                       | [ 64 ] [ 16 ] |
| 2007 | "Oh Mother"                                                        | Jamie King                           | Apresentação ao vivo presente no DVD Back to Basics: Live and Down Under. | [ 65 ] [ 66 ] |
| 2008 | "Save Me from Myself"                                              | Paul Korver                          | O vídeo intercala com cenas do arquivo pessoal da artista, exibindo-a se vestir e subindo ao altar para se casar com Jordan Bratman. | [ 67 ] [ 68 ] |
| 2008 | "Keeps Gettin' Better"                                             | Peter Berg                           | Inspirado pelo filme Minority Report, bem como obras da franquia James Bond, Aguilera é vista usando equipamentos tecnológicos para criar versões de si mesma com visuais futuristas.                                                                                          | [ 17 ]        |
| 2010 | "Not Myself Tonight"                                               | Hype Williams                        | Inspirado pelo sadomasoquismo, o vídeo recria cenas presentes nos vídeos musicais para os temas "Express Yourself" (1989) e "Human Nature", interpretados por Madonna. | [ 69 ] [ 70 ] |
| 2010 | "You Lost Me"                                                      | Anthony Mandler                      | O vídeo exibe Aguilera andando em direção à um quarto vazio e deitando-se no chão coberto por carvão enquanto chora e interpreta algumas linhas da música. | [ 71 ] [ 72 ] |
| 2011 | "Moves Like Jagger" (Maroon 5 com Christina Aguilera)              | Jonas Åkerlund                       | Adam Levine e Aguilera são vistos se apresentando em um palco com uma bandeira norte-americana como plano de fundo, enquanto alguns dançarinos se movimentando ao redor imitando movimentos praticados por Mick Jagger.                                                        | [ 73 ] [ 74 ] |
| 2012 | "Your Body"                                                        | Melina Matsoukas                     | Ao longo de sua história, o vídeo destaca Aguilera seduzindo homens bem aperfeiçoados para assassiná-los em seguida, com confetes e tintas coloridas substituindo o sangue presente em cenas de violência.                                                                     | [ 75 ]        |
| 2013 | "Feel This Moment" (Pitbull com Christina Aguilera)                | David Rousseau                       | Exibe cenas de Pitbull se apresentando em palcos ao redor do mundo, enquanto intercala para Aguilera em destaque com cabelos grandes e encaracolados em um palco à parte. | [ 76 ] [ 77 ] |
| 2013 | "Hoy Tengo Ganas de Ti" (Alejandro Fernández e Christina Aguilera) | Simon Brand                          | Fernández e Aguilera são exibidos em cenas separadas dentro de uma mansão abandonada, até finalmente se encontrarem no mesmo cômodo, onde expressam desejo um pelo outro. | [ 78 ] [ 79 ] |
| 2013 | "Let There Be Love"                                                | Desconhecido                         | O vídeo exibe Aguilera se preparando para uma sessão fotográfica, enquanto cenas intercalam de pessoas segurando cartazes pedindo igualdade, aceitação e o fim do racismo e homofobia. Contém participação de Nicole Richie, Christina Milian e Chris Mann.                    | [ 80 ]        |
| 2013 | "Say Something" (A Great Big World e Christina Aguilera)           | Christopher Sims                     | Ian Axel aparece em uma sala vazia tocando piano, enquanto Aguilera caminha por trás interpretando a canção com lágrimas nos olhos, exibindo em outra cena um idoso sofrendo pela perda de sua esposa e um casal se separando após uma briga.                                  | [ 81 ] [ 82 ] |
| 2016 | "Telepathy"                                                        | Hannah Lux Davis                     | Em um ambiente inspirado na década de 1970, Aguilera está com um cabelo loiro volumoso enquanto segura uma bola de espelhos e deita sobre uma mesa de bilhar. | [ 84 ] [ 85 ] |
| 2018 | "Accelerate"                                                       | Zoey Grossman                        | Aguilera aparece sem maquiagem lambendo leite em um copo e lambuzando seu corpo com mel. | [ 87 ]        |
| 2018 | "Fall in Line" (Christina Aguilera com Demi Lovato)                | Luke Gilford                         | Aguilera e Lovato são aprisionadas, quando ainda crianças, em uma cela futurística e forçadas à cantarem. Quando chegam à idade adulta, conseguem lutar por suas liberdades.                                                                                                   | [ 88 ] [ 89 ] |
| 2020 | "Fall on Me" (A Great Big World e Christina Aguilera)              | Se Oh                                | Durante o inverno, Ian Axel está tocando piano próximo à uma árvore enquanto a neve cai. Nos versos de Aguilera, as flores começam a florescer e o cenário se torna ensolarado e coberto por rosas, demonstrando que a primavera se aproxima.                                  | [ 90 ]        |
| 2020 | "Loyal Brave True"                                                 | Niki Caro                            | Com cenas intercaladas da guerreira chinesa da adaptação em live-action de Mulan, Aguilera flutua através de uma paisagem carmesim enevoada interpretando linhas da canção. | [ 91 ]        |
| 2020 | "El Mejor Guerrero"                                                | Niki Caro                            | História semelhante à apresentada no vídeo de "Loyal Brave True". | [ 91 ]        |
| 2020 | "Reflection"                                                       | Niki Caro                            | Aguilera está sentada na pluma de seu longo vestido azul enquanto olha seu reflexo através das águas, intercalando com cenas de Mulan. | [ 92 ]        |

## Álbuns de vídeos
| Detalhes | Melhores posições | Melhores posições | Melhores posições | Melhores posições | Certificações                                                  |
| Detalhes | AUS               | BEL               | EUA               | SUÉ               | Certificações                                                  |
| --- | ----------------- | ----------------- | ----------------- | ----------------- | -------------------------------------------------------------- |
| Genie Gets Her Wish - Lançamento: 14 de dezembro de 1999 - Gravadora(s): RCA Records - Formato(s): VHS, DVD            | —                 | —                 | 7                 | 1                 | - RIAA: Platina                                                |
| My Reflection - Lançamento: 5 de junho de 2001 - Gravadora(s): RCA Records - Formato(s): VHS, DVD                      | 8                 | —                 | 1                 | —                 | - ARIA: Platina - RIAA: Ouro                                   |
| Stripped Live in the U.K. - Lançamento: 12 de outubro de 2004 - Gravadora(s): RCA Records - Formato(s): DVD            | 4                 | 6                 | 3                 | 7                 | - BVMI: Ouro - ARIA: 3× Platina - RIAA: Platina - BPI: Platina |
| Back to Basics and Beyond - Lançamento: 2006 - Gravadora(s): RCA Records - Formato(s): NTSC                            | —                 | —                 | —                 | —                 |                                                                |
| Back to Basics: Live and Down Under - Lançamento: 4 de fevereiro de 2008 - Gravadora(s): RCA Records - Formato(s): DVD | 2                 | 1                 | 1                 | 2                 | - ARIA: 2× Platina - RIAA: Ouro                                |

## Filmografia

### Cinema
| Ano  | Título               | Papel         | Diretor(es)                              | Notas             | Ref.    |
| ---- | -------------------- | ------------- | ---------------------------------------- | ----------------- | ------- |
| 2004 | Shark Tale           | Christina     | Bibo Bergeron Vicky Jenson Rob Letterman | Dubladora         | [ 105 ] |
| 2008 | Shine a Light        | Ela mesma     | Martin Scorsese                          | Documentário      | [ 106 ] |
| 2010 | Get Him to the Greek | Ela mesma     | Nicholas Stoller                         | Aparição          | [ 107 ] |
| 2010 | Burlesque            | Ali Rose      | Steve Antin                              | Atriz principal   | [ 108 ] |
| 2015 | Pitch Perfect 2      | Ela mesma     | Elizabeth Banks                          | Aparição          | [ 109 ] |
| 2017 | The Emoji Movie      | Akiko Glitter | Tony Leondis                             | Dubladora         | [ 110 ] |
| 2018 | Zoe                  | Jewels        | Drake Doremus                            | Atriz coadjuvante | [ 111 ] |
| 2018 | Life of the Party    | Ela mesma     | Ben Falcone                              | Aparição          | [ 112 ] |

### Televisão
| Ano     | Título                              | Papel         | Notas                                         | Ref.    |
| ------- | ----------------------------------- | ------------- | --------------------------------------------- | ------- |
| 1990    | Star Search                         | Ela mesma     | Competidora                                   | [ 113 ] |
| 1993–94 | The Mickey Mouse Club               | Ela mesma     | 6–7ª Temporada                                | [ 114 ] |
| 1999    | Beverly Hills, 90210                | Ela mesma     | Episódio: "Let's Eat Cake"                    | [ 115 ] |
| 1999    | Roswell                             | Ela mesma     | Episódio: "Monsters"                          | [ 116 ] |
| 2003    | Punk'd                              | Ela mesma     | Episódio: "VH1 Big in 2002"                   | [ 117 ] |
| 2009    | Project Runway                      | Ela mesma     | Episódio: "Sequins, Feathers and Fur, Oh My!" | [ 118 ] |
| 2010    | Entourage                           | Ela mesma     | Episódio: "Love Yourself"                     | [ 119 ] |
| 2011–16 | The Voice                           | Ela mesma     | 1–3ª; 5ª; 8ª; 10ª Temporada                   | [ 120 ] |
| 2015    | Nashville                           | Jade St. John | 3ª Temporada                                  | [ 121 ] |
| 2018    | RuPaul's Drag Race                  | Ela mesma     | Episódio: "10s Across the Board"              | [ 122 ] |
| 2020    | Yearly Departed                     | Ela mesma     | Especial do Amazon Prime                      | [ 123 ] |
| 2021    | Demi Lovato: Dancing with the Devil | Ela mesma     | Episódio: "Rebirthing"                        | [ 124 ] |

## Comerciais
| Ano  | Marca         | Ref.    |
| ---- | ------------- | ------- |
| 2000 | Sears/Levi    | [ 125 ] |
| 2001 | Coca-Cola     | [ 126 ] |
| 2003 | NBA           | [ 127 ] |
| 2004 | Virgin Mobile | [ 128 ] |
| 2004 | Mercedes-Benz | [ 129 ] |
| 2006 | Pepsi         | [ 130 ] |
| 2008 | Target        | [ 131 ] |
| 2011 | C&A           | [ 132 ] |
| 2017 | Oreo          | [ 133 ] |